# I liga macedońska w piłce siatkowej mężczyzn (2019/2020)
I liga macedońska w piłce siatkowej mężczyzn 2019/2020 (mac. Прва македонска одбојкарска лига мажи 2019/2020, Prwa makedonska odbojkarska liga mażi 2019/2020 albo Прва Државна лига во одбојка мажи 2019/2020, Prwa Drżawna liga wo odbojka mażi 2019/2020) – 28. sezon mistrzostw Macedonii w piłce siatkowej zorganizowany przez Macedoński Związek Piłki Siatkowej (Одбојкарска федерација на Македонија). Zainaugurowany został 25 października 2019 roku.
W I lidze macedońskiej w sezonie 2019/2020 uczestniczyło 9 drużyn. W porównaniu z poprzednim sezonem z rozgrywek wycofały się dwa kluby: Szutowa Kiczewo oraz OK Janta Volej, dołączył natomiast jeden klub – Shkëndija Tetowo. Rozgrywki miały obejmować fazę zasadniczą, drugą fazę oraz fazę play-off składającą się z półfinałów i finałów.
12 marca 2020 roku ze względu na szerzenie się zakażeń wirusem SARS-CoV-2 Macedoński Związek Piłki Siatkowej zawiesił rozgrywki do odwołania. 7 czerwca 2020 roku podjął decyzję o ostatecznym zakończeniu sezonu bez wyłonienia mistrza, uznając za wiążące dla wyłonienia drużyn uczestniczących w europejskich pucharach wyniki z dnia zawieszenia rozgrywek.
W sezonie 2019/2020 w Pucharze Challenge Macedonię reprezentował klub Wardar Skopje.

## System rozgrywek
Rozgrywki I ligi macedońskiej w sezonie 2019/2020 składają się z fazy zasadniczej, drugiej fazy i fazy play-off.

### Faza zasadnicza
W fazie zasadniczej 9 drużyn rozgrywa ze sobą po jednym spotkaniu. Każda drużyna rozgrywa cztery spotkania u siebie i cztery na wyjeździe. Sześć najlepszych drużyn trafia do grupy 1-6 drugiej fazy, natomiast pozostałe – do grupy 7-9 drugiej fazy.

### Druga faza
Grupa 1-6

W grupie 1-6 drugiej fazy drużyny rozgrywają ze sobą spotkania systemem każdy z każdym – mecz u siebie i rewanż na wyjeździe. Do tabeli wliczane są wszystkie mecze rozegrane w fazie zasadniczej. Cztery najlepsze drużyny uzyskują awans do fazy play-off, pozostałe kończą rozgrywki na odpowiedniu 5. i 6. miejscu.
Grupa 7-9

W grupie 7-9 drugiej fazy drużyny rozgrywają ze sobą spotkania systemem każdy z każdym – mecz u siebie i rewanż na wyjeździe. Do tabeli wliczane są wszystkie mecze rozegrane w fazie zasadniczej. Po rozegraniu wszystkich spotkań drużyny kończą rozgrywki na miejscach 7-9 zgodnie z kolejnością w tabeli.

### Faza play-off
Półfinały

Półfinałowe pary tworzone są na podstawie miejsc zajętych przez poszczególne drużyny w drugiej fazie według klucza: 1-4; 2-3. Rywalizacja toczy się do dwóch wygranych meczów ze zmianą gospodarza po każdym meczu. Gospodarzami pierwszych spotkań są zespoły, które po drugiej fazie zajęły wyższe miejsce w tabeli. Przegrani w parach półfinałowych kończą rozgrywki na odpowiednio 3. i 4. miejscu zgodnie z kolejnością w tabeli drugiej fazy.
Finały

O tytuł mistrzowski grają zwycięzcy w parach półfinałowych. Rywalizacja toczy się do trzech wygranych meczów ze zmianą gospodarza po każdym meczu, z tym że zwycięzca z pary półfinałowej 1-4 rozpoczyna serię finałową z dorobkiem jednego zwycięstwa. Gospodarzem pierwszego spotkania jest zwycięzca pary półfinałowej 2-3.

## Drużyny uczestniczące
| I liga macedońska 2019/2020                                                           | I liga macedońska 2019/2020 |                  |
| ------------------------------------------------------------------------------------- | --------------------------- | ---------------- |
| OK Gio Strumica                                                                       | 1                           |                  |
| KV Universiteti i Tetovës                                                             | 3                           |                  |
| OK Wardar (Skopje)                                                                    | 4                           | Puchar Challenge |
| OK Wesna Probisztip                                                                   | 5                           |                  |
| OK Lirija (Žerovjane)                                                                 | 6                           |                  |
| OK UGD Student (Sztip)                                                                | 8                           |                  |
| GOK Borec (Wełes)                                                                     | 9                           |                  |
| KV Dibra Volej                                                                        | 10                          |                  |
| KV Shkëndija (Tetowo)                                                                 | —                           |                  |
| Oznaczenia: - kolumna druga – miejsce zajęte przez daną drużynę w poprzednim sezonie. |                             |                  |

## Hale sportowe
| Klub                   | Hala sportowa                                    | Miejscowość |
| ---------------------- | ------------------------------------------------ | ----------- |
| Dibra Volej            | Sredno opsztinsko ucziliszte „28 nomewri”        | Debar       |
| GOK Borec              | Osnowno ucziliszte „Błaże Koneski”               | Wełes       |
| Gio Strumica           | Sportska sała „Park”                             | Strumica    |
| Lirija                 | Osnowno ucziliszte „Goce Dełczew”                | Tetowo      |
| Universiteti i Tetovës | Sportska sała „Mładi”                            | Tetowo      |
| Shkëndija Tetowo       | Sredno opsztinsko ucziliszte „Kirił Pejczinowiḱ” | Tetowo      |
| Shkëndija Tetowo       | Sredno Medicinsko Ucziliszte „Nikoła Sztejn”     | Tetowo      |
| UGD Student            | Sportska sała „Jordan Mijałkow”                  | Sztip       |
| Wardar Skopje          | Sportsko rekreatiwen centar „Kałe”               | Skopje      |
| Wesna Probisztip       | Sportska sała „Sofija Petrowska”                 | Probisztip  |

| Dibra VolejBorecGio StrumicaLirijaUniversiteti · i TetovësShkëndijaUGD StudentWardarWesna Probisztip Lokalizacja głównych obiektów sportowych |

## Faza zasadnicza

### Tabela wyników
| Gospodarz \ Gość1      | STR | UTE | WAR | PRB | LIR | UGD | BOR | DIB | SHK |
| ---------------------- | --- | --- | --- | --- | --- | --- | --- | --- | --- |
| Gio Strumica           | -   | -   | 0:3 | 3:0 | 3:1 | -   | -   | 3:0 | -   |
| Universiteti i Tetovës | 2:3 | -   | -   | -   | -   | 3:1 | 3:0 | -   | 3:1 |
| Wardar                 | -   | 3:0 | -   | -   | -   | 3:0 | 3:0 | -   | 3:0 |
| Wesna Probisztip       | -   | 0:3 | 0:3 | -   | 2:3 | -   | -   | -   | 3:1 |
| Lirija                 | -   | 3:0 | 0:3 | -   | -   | 3:1 | -   | -   | 3:0 |
| UGD Student            | 0:3 | -   | -   | 3:0 | -   | -   | 3:0 | 3:0 | -   |
| Borec                  | 0:3 | -   | -   | 0:3 | 0:3 | -   | -   | 3:1 | -   |
| Dibra Volej            | -   | 1:3 | 0:3 | 0:3 | 0:3 | -   | -   | -   | -   |
| Shkëndija              | 0:3 | -   | -   | -   | -   | 0:3 | 3:2 | 3:1 | -   |

Źródło: ОФМ (mac.)
1 Drużyna gospodarzy jest wymieniona po lewej stronie tabeli.
Kolory:
  zwycięstwo gospodarzy 3:0 lub 3:1
  zwycięstwo gospodarzy 3:2
  zwycięstwo gości 3:0 lub 3:1
  zwycięstwo gości 3:2

### Terminarz i wyniki spotkań
| Data       | Godz. | Gospodarz              | Rezultat                                | Gość                   |
| ---------- | ----- | ---------------------- | --------------------------------------- | ---------------------- |
| 1. KOLEJKA |       |                        |                                         |                        |
| 25.10.2019 | 20:00 | Wesna Probisztip       | 0:3 (17:25, 22:25, 13:25)               | Universiteti i Tetovës |
| 26.10.2019 | 15:00 | Shkëndija Tetowo       | 3:1 (25:14, 25:22, 23:25, 25:19)        | Dibra Volej            |
| 26.10.2019 | 16:00 | UGD Student            | 0:3 (16:25, 15:25, 20:25)               | Gio Strumica           |
| 28.10.2019 | 19:00 | Lirija                 | 0:3 (11:25, 17:25, 19:25)               | Wardar Skopje          |
| 2. KOLEJKA |       |                        |                                         |                        |
| 01.11.2019 | 16:30 | Gio Strumica           | 3:0 (25:10, 25:20, 25:17)               | Wesna Probisztip       |
| 02.11.2019 | 16:00 | GOK Borec              | 0:3 (16:25, 11:25, 8:25)                | Lirija                 |
| 02.11.2019 | 19:00 | Universiteti i Tetovës | 3:1 (25:14, 24:26, 25:16, 25:15)        | Shkëndija Tetowo       |
| 04.11.2019 | 18:30 | Wardar Skopje          | 3:0 (25:15, 25:6, 25:8)                 | UGD Student            |
| 3. KOLEJKA |       |                        |                                         |                        |
| 08.11.2019 | 19:00 | Wesna Probisztip       | 0:3 (11:25, 21:25, 14:25)               | Wardar Skopje          |
| 08.11.2019 | 20:00 | Dibra Volej            | 1:3 (9:25, 12:25, 25:18, 16:25)         | Universiteti i Tetovës |
| 09.11.2019 | 9:00  | UGD Student            | 3:0 (25:19, 25:10, 25:19)               | GOK Borec              |
| 09.11.2019 | 17:00 | Shkëndija Tetowo       | 0:3 (7:25, 12:25, 12:25)                | Gio Strumica           |
| 4. KOLEJKA |       |                        |                                         |                        |
| 15.11.2019 | 17:00 | Gio Strumica           | 3:0 (25:16, 25:9, 25:17)                | Dibra Volej            |
| 15.11.2019 | 19:15 | Lirija                 | 3:1 (19:25, 25:22, 25:21, 25:19)        | UGD Student            |
| 15.11.2019 | 19:30 | GOK Borec              | 0:3 (22:25, 13:25, 17:25)               | Wesna Probisztip       |
| 16.11.2019 | 19:00 | Wardar Skopje          | 3:0 (25:15, 25:11, 25:17)               | Shkëndija Tetowo       |
| 5. KOLEJKA |       |                        |                                         |                        |
| 23.11.2019 | 14:00 | Wesna Probisztip       | 2:3 (20:25, 25:22, 25:17, 23:25, 10:15) | Lirija                 |
| 23.11.2019 | 17:00 | Dibra Volej            | 0:3 (5:25, 5:25, 11:25)                 | Wardar Skopje          |
| 23.11.2019 | 18:00 | Shkëndija Tetowo       | 3:2 (25:11, 25:27, 23:25, 25:19, 15:7)  | GOK Borec              |
| 23.11.2019 | 20:00 | Universiteti i Tetovës | 2:3 (19:25, 28:26, 25:19, 20:25, 13:15) | Gio Strumica           |
| 6. KOLEJKA |       |                        |                                         |                        |
| 30.11.2019 | 17:00 | UGD Student            | 3:0 (25:17, 25:23, 25:18)               | Wesna Probisztip       |
| 30.11.2019 | 18:00 | GOK Borec              | 3:1 (25:20, 18:25, 25:17, 25:18)        | Dibra Volej            |
| 30.11.2019 | 19:30 | Lirija                 | 3:0 (25:21, 25:20, 25:21)               | Shkëndija Tetowo       |
| 02.12.2019 | 19:00 | Wardar Skopje          | 3:0 (25:16, 25:12, 25:13)               | Universiteti i Tetovës |
| 7. KOLEJKA |       |                        |                                         |                        |
| 06.12.2019 | 19:00 | Dibra Volej            | 0:3 (13:25, 15:25, 13:25)               | Lirija                 |
| 07.12.2019 | 18:00 | Shkëndija Tetowo       | 0:3 (20:25, 20:25, 18:25)               | UGD Student            |
| 07.12.2019 | 19:30 | Universiteti i Tetovës | 3:0 (25:15, 25:10, 25:15)               | GOK Borec              |
| 09.12.2019 | 17:30 | Gio Strumica           | 0:3 (16:25, 14:25, 22:25)               | Wardar Skopje          |
| 8. KOLEJKA |       |                        |                                         |                        |
| 14.12.2019 | 15:00 | UGD Student            | 3:0 (25:12, 25:12, 25:12)               | Dibra Volej            |
| 14.12.2019 | 15:30 | GOK Borec              | 0:3 (13:25, 11:25, 18:25)               | Gio Strumica           |
| 14.12.2019 | 19:30 | Lirija                 | 3:0 (25:19, 25:23, 25:15)               | Universiteti i Tetovës |
| 16.12.2019 | 19:30 | Wesna Probisztip       | 3:1 (25:22, 25:21, 20:25, 25:12)        | Shkëndija Tetowo       |
| 9. KOLEJKA |       |                        |                                         |                        |
| 12.12.2019 | 18:30 | Wardar Skopje          | 3:0 (25:9, 25:9, 25:16)                 | GOK Borec              |
| 18.12.2019 | 19:00 | Universiteti i Tetovës | 3:1 (25:18, 20:25, 25:20, 25:12)        | UGD Student            |
| 21.12.2019 | 17:00 | Gio Strumica           | 3:1 (25:18, 25:12, 21:25, 25:15)        | Lirija                 |
| 21.12.2019 | 17:00 | Dibra Volej            | 0:3 (16:25, 25:27, 17:25)               | Wesna Probisztip       |

### Tabela
| Lp. | Drużyna                | Pkt | Mecze | Mecze | Mecze | Rodzaj wyniku | Rodzaj wyniku | Rodzaj wyniku | Rodzaj wyniku | Rodzaj wyniku | Rodzaj wyniku | Sety | Sety | Sety  | Małe punkty | Małe punkty | Małe punkty |
| Lp. | Drużyna                | Pkt | M     | W     | P     | 3:0           | 3:1           | 3:2           | 2:3           | 1:3           | 0:3           | wyg. | prz. | stos. | zdob.       | str.        | stos.       |
| --- | ---------------------- | --- | ----- | ----- | ----- | ------------- | ------------- | ------------- | ------------- | ------------- | ------------- | ---- | ---- | ----- | ----------- | ----------- | ----------- |
| 1   | Wardar Skopje          | 24  | 8     | 8     | 0     | 8             | 0             | 0             | 0             | 0             | 0             | 24   | 0    | MAX   | 600         | 313         | 1.917       |
| 2   | Gio Strumica           | 20  | 8     | 7     | 1     | 5             | 1             | 1             | 0             | 0             | 1             | 21   | 6    | 3.5   | 633         | 463         | 1.367       |
| 3   | Lirija                 | 17  | 8     | 6     | 2     | 4             | 1             | 1             | 0             | 1             | 1             | 19   | 9    | 2.111 | 615         | 556         | 1.106       |
| 4   | Universiteti i Tetovës | 16  | 8     | 5     | 3     | 2             | 3             | 0             | 1             | 0             | 2             | 17   | 12   | 1.417 | 640         | 560         | 1.143       |
| 5   | UGD Student            | 12  | 8     | 4     | 4     | 4             | 0             | 0             | 0             | 2             | 2             | 14   | 12   | 1.167 | 542         | 539         | 1.006       |
| 6   | Wesna Probisztip       | 10  | 8     | 3     | 5     | 2             | 1             | 0             | 1             | 0             | 4             | 11   | 16   | 0.688 | 553         | 594         | 0.931       |
| 7   | Shkëndija Tetowo       | 5   | 8     | 2     | 6     | 0             | 1             | 1             | 0             | 2             | 4             | 8    | 21   | 0.381 | 556         | 663         | 0.839       |
| 8   | GOK Borec              | 4   | 8     | 1     | 7     | 0             | 1             | 0             | 1             | 0             | 6             | 5    | 22   | 0.227 | 433         | 643         | 0.673       |
| 9   | Dibra Volej            | 0   | 8     | 0     | 8     | 0             | 0             | 0             | 0             | 3             | 5             | 3    | 24   | 0.125 | 420         | 661         | 0.635       |

Źródło: ОФМ (mac.)
Punktacja: 3:0 i 3:1 – 3 pkt; 3:2 – 2 pkt; 2:3 – 1 pkt; 1:3 i 0:3 – 0 pkt
Zasady ustalania kolejności: 1. liczba punktów; 2. liczba zwycięstw; 3. stosunek setów; 4. stosunek małych punktów; 5. bilans w bezpośrednich meczach
     druga faza – grupa 1-6
     druga faza – grupa 7-9

## Druga faza

### Grupa 1-6

#### Tabela wyników
| Gospodarz \ Gość1      | WAR | STR | LIR | UTE | UGD | PRB |
| ---------------------- | --- | --- | --- | --- | --- | --- |
| Wardar                 | -   | 3:2 | 3:0 | 2:3 | —   | 3:0 |
| Gio Strumica           | —   | -   | 3:0 | —   | 3:0 | 3:0 |
| Lirija                 | —   | —   | -   | —   | —   | —   |
| Universiteti i Tetovës | —   | —   | 3:0 | -   | 3:0 | —   |
| UGD Student            | —   | —   | 2:3 | —   | -   | —   |
| Wesna Probisztip       | —   | —   | —   | 1:3 | 3:1 | -   |

Źródło: ОФМ (mac.)
1 Drużyna gospodarzy jest wymieniona po lewej stronie tabeli.
Kolory:
  zwycięstwo gospodarzy 3:0 lub 3:1
  zwycięstwo gospodarzy 3:2
  zwycięstwo gości 3:0 lub 3:1
  zwycięstwo gości 3:2

#### Terminarz i wyniki spotkań
| Data            | Godz. | Gospodarz              | Rezultat                                | Gość                   |
| --------------- | ----- | ---------------------- | --------------------------------------- | ---------------------- |
| 1. KOLEJKA      |       |                        |                                         |                        |
| 15.02.2020      | 17:00 | Wardar Skopje          | 3:0 (25:11, 25:20, 25:10)               | Wesna Probisztip       |
| 15.02.2020      | 19:00 | Universiteti i Tetovës | 3:0 (25:13, 25:23, 25:18)               | Lirija                 |
| 17.02.2020      | 19:00 | Gio Strumica           | 3:0 (25:10, 25:13, 25:12)               | UGD Student            |
| 2. KOLEJKA      |       |                        |                                         |                        |
| 22.02.2020      | 17:30 | Wesna Probisztip       | 1:3 (20:25, 9:25, 25:22, 18:25)         | Universiteti i Tetovës |
| 22.02.2020      | 20:00 | UGD Student            | 2:3 (25:19, 21:25, 25:21, 20:25, 13:15) | Lirija                 |
| 24.02.2020      | 17:00 | Wardar Skopje          | 3:2 (25:14, 20:25, 25:21, 20:25, 15:6)  | Gio Strumica           |
| 3. KOLEJKA      |       |                        |                                         |                        |
| 28.02.2020      | 18:00 | Gio Strumica           | 3:0 (25:16, 25:18, 25:15)               | Wesna Probisztip       |
| 28.02.2020      | 20:30 | Wardar Skopje          | 3:0 (25:15, 25:10, 25:17)               | Lirija                 |
| 29.02.2020      | 19:30 | Universiteti i Tetovës | 3:0 (25:12, 25:13, 25:20)               | UGD Student            |
| 4. KOLEJKA      |       |                        |                                         |                        |
| 06.03.2020      | 19:00 | Gio Strumica           | 3:0 (25:16, 25:16, 25:19)               | Lirija                 |
| 07.03.2020      | 16:00 | Wardar Skopje          | 2:3 (23:25, 25:16, 25:15, 22:25, 11:15) | Universiteti i Tetovës |
| 07.03.2020      | 17:30 | Wesna Probisztip       | 3:1 (16:25, 25:20, 25:21, 25:23)        | UGD Student            |
| 5. KOLEJKA      |       |                        |                                         |                        |
| mecze anulowane |       |                        |                                         |                        |
| 6. KOLEJKA      |       |                        |                                         |                        |
| mecze anulowane |       |                        |                                         |                        |
| 7. KOLEJKA      |       |                        |                                         |                        |
| mecze anulowane |       |                        |                                         |                        |
| 8. KOLEJKA      |       |                        |                                         |                        |
| mecze anulowane |       |                        |                                         |                        |
| 9. KOLEJKA      |       |                        |                                         |                        |
| mecze anulowane |       |                        |                                         |                        |
| 10. KOLEJKA     |       |                        |                                         |                        |
| mecze anulowane |       |                        |                                         |                        |

#### Tabela
| Lp. | Drużyna                | Pkt | Mecze | Mecze | Mecze | Rodzaj wyniku | Rodzaj wyniku | Rodzaj wyniku | Rodzaj wyniku | Rodzaj wyniku | Rodzaj wyniku | Sety | Sety | Sety  | Małe punkty | Małe punkty | Małe punkty |
| Lp. | Drużyna                | Pkt | M     | W     | P     | 3:0           | 3:1           | 3:2           | 2:3           | 1:3           | 0:3           | wyg. | prz. | stos. | zdob.       | str.        | stos.       |
| --- | ---------------------- | --- | ----- | ----- | ----- | ------------- | ------------- | ------------- | ------------- | ------------- | ------------- | ---- | ---- | ----- | ----------- | ----------- | ----------- |
| 1   | Wardar Skopje          | 33  | 12    | 11    | 1     | 10            | 0             | 1             | 1             | 0             | 0             | 35   | 5    | 7     | 961         | 583         | 1.648       |
| 2   | Gio Strumica           | 30  | 12    | 10    | 2     | 8             | 1             | 1             | 1             | 0             | 1             | 32   | 9    | 3.556 | 949         | 703         | 1.35        |
| 3   | Universiteti i Tetovës | 27  | 12    | 9     | 3     | 4             | 4             | 1             | 1             | 0             | 2             | 29   | 15   | 1.933 | 983         | 837         | 1.174       |
| 4   | Lirija                 | 19  | 12    | 7     | 5     | 4             | 1             | 2             | 0             | 1             | 4             | 22   | 20   | 1.1   | 867         | 885         | 0.98        |
| 5   | UGD Student            | 13  | 12    | 4     | 8     | 4             | 0             | 0             | 1             | 3             | 4             | 17   | 24   | 0.708 | 815         | 885         | 0.921       |
| 6   | Wesna Probisztip       | 13  | 12    | 4     | 8     | 2             | 2             | 0             | 1             | 1             | 6             | 15   | 26   | 0.577 | 806         | 930         | 0.867       |

Źródło: ОФМ (mac.)
Punktacja: 3:0 i 3:1 – 3 pkt; 3:2 – 2 pkt; 2:3 – 1 pkt; 1:3 i 0:3 – 0 pkt
Zasady ustalania kolejności: 1. liczba punktów; 2. liczba zwycięstw; 3. stosunek setów; 4. stosunek małych punktów; 5. bilans w bezpośrednich meczach
Uwaga: Tabela obejmuje wszystkie wyniki fazy zasadniczej.

### Grupa 7-9

#### Tabela wyników
| Gospodarz \ Gość1 | SHK | BOR | DIB |
| ----------------- | --- | --- | --- |
| Shkëndija         | -   | 2:3 | —   |
| Borec             | —   | -   | 3:0 |
| Dibra Volej       | 1:3 | 0:3 | -   |

Źródło: ОФМ (mac.)
1 Drużyna gospodarzy jest wymieniona po lewej stronie tabeli.
Kolory:
  zwycięstwo gospodarzy 3:0 lub 3:1
  zwycięstwo gospodarzy 3:2
  zwycięstwo gości 3:0 lub 3:1
  zwycięstwo gości 3:2

#### Terminarz i wyniki spotkań
| Data       | Godz. | Gospodarz        | Rezultat                               | Gość             |
| ---------- | ----- | ---------------- | -------------------------------------- | ---------------- |
| 15.02.2020 | 14:00 | GOK Borec        | 3:0 (25:9, 25:15, 25:21)               | Dibra Volej      |
| 29.02.2020 | 17:00 | Shkëndija Tetowo | 2:3 (26:24, 25:22, 21:25, 23:25, 9:15) | GOK Borec        |
| 08.03.2020 | 19:00 | Dibra Volej      | 1:3 (25:19, 21:25, 14:25, 15:25)       | Shkëndija Tetowo |
| 07.03.2020 | 15:00 | Dibra Volej      | 0:3 (18:25, 11:25, 16:25)              | GOK Borec        |
| —          | —     | GOK Borec        | mecz anulowany                         | Shkëndija Tetowo |
| —          | —     | Shkëndija Tetowo | mecz anulowany                         | Dibra Volej      |

#### Tabela
| Lp. | Drużyna          | Pkt | Mecze | Mecze | Mecze | Rodzaj wyniku | Rodzaj wyniku | Rodzaj wyniku | Rodzaj wyniku | Rodzaj wyniku | Rodzaj wyniku | Sety | Sety | Sety  | Małe punkty | Małe punkty | Małe punkty |
| Lp. | Drużyna          | Pkt | M     | W     | P     | 3:0           | 3:1           | 3:2           | 2:3           | 1:3           | 0:3           | wyg. | prz. | stos. | zdob.       | str.        | stos.       |
| --- | ---------------- | --- | ----- | ----- | ----- | ------------- | ------------- | ------------- | ------------- | ------------- | ------------- | ---- | ---- | ----- | ----------- | ----------- | ----------- |
| 1   | GOK Borec        | 12  | 11    | 4     | 7     | 2             | 1             | 1             | 1             | 0             | 6             | 14   | 24   | 0.583 | 694         | 837         | 0.829       |
| 2   | Shkëndija Tetowo | 9   | 10    | 3     | 7     | 0             | 2             | 1             | 1             | 2             | 4             | 13   | 25   | 0.52  | 754         | 849         | 0.888       |
| 3   | Dibra Volej      | 0   | 11    | 0     | 11    | 0             | 0             | 0             | 0             | 4             | 7             | 4    | 33   | 0.121 | 585         | 905         | 0.646       |

Źródło: ОФМ (mac.)
Punktacja: 3:0 i 3:1 – 3 pkt; 3:2 – 2 pkt; 2:3 – 1 pkt; 1:3 i 0:3 – 0 pkt
Zasady ustalania kolejności: 1. liczba punktów; 2. liczba zwycięstw; 3. stosunek setów; 4. stosunek małych punktów; 5. bilans w bezpośrednich meczach

## Faza play-off
Ze względu na przedwczesne zakończenie rozgrywek w dniu 7 czerwca 2020 roku faza play-off nie odbyła się.

## Klasyfikacja końcowa
Macedoński Związek Piłki Siatkowej zdecydował, że nie zostanie przyznany tytuł mistrza Macedonii. Klasyfikacja końcowa została ustalona na podstawie stanu z dnia 12 marca 2020 roku.
| Pozycja | Drużyna                |
| ------- | ---------------------- |
| 1.      | Wardar Skopje          |
| 2.      | Gio Strumica           |
| 3.      | Universiteti i Tetovës |
| 4.      | Lirija                 |
| 5.      | UGD Student            |
| 6.      | Wesna Probisztip       |
| 7.      | GOK Borec              |
| 8.      | Shkëndija Tetowo       |
| 9.      | Dibra Volej            |

     Liga Mistrzów 2020/2021 – kwalifikacje
     Puchar Challenge 2020/2021